# Combat de Panéas
En 1179, entre les deuxième et troisième croisades, Baudoin IV, roi de Jérusalem, faillit être fait prisonnier, lors d'un affrontement avec un neveu de Saladin, près de la ville de Panéas sur le mont Hermon.

## L'affrontement
Le 10 avril 1179, Baudouin IV et son connétable Onfroy II de Toron rentrent d’un raid visant à subtiliser du bétail dans les environs de Damas. Ils traversent la forêt de Panéas où ils sont attaqués par Farrukh-Shâh, un neveu de Saladin. Baudouin tombe de cheval, mais parvient à s’échapper, alors qu'Onfroy II est gravement blessé en protégeant sa fuite. Reculant pas à pas, celui-ci est criblé de flèches par les musulmans qui tirent sur lui « comme sur une cible. » Il reçoit une flèche en plein visage, deux autres dans la jambe et trois blessures au flanc. Ramené par ses compagnons à Chastel Neuf (Qal'at-Hunin), il décède le 22 avril.